# The Lennon Sisters
Les Lennon Sisters est un groupe vocal féminin américain créé en 1955. 

## Historique
Le groupe est initialement constitué des quatre sœurs les plus âgées d'une famille de 12 enfants originaire de  Los Angeles, en Californie : Dianne dite Dee-Dee (née le 1er décembre 1939), Margaret Anne dite Peggy (née le 8 avril 1941), Kathleen Mary dite Kathy (née le 2 août 1943) et Janet (née le 15 juin 1946). 
Le quatuor fait ses débuts dans le Lawrence Welk Show en 1955. De 1960 et 1964, Dianne, s’étant mariée, quitte le groupe avant de le réintégrer.
En 1969, les Lennon Sisters animent leur propre émission de variétés, Jimmy Durante Presents the Lennon Sisters Hour. Dans les années 1970, elles se produisent aussi régulièrement dans le Andy Williams Show. 
Quand Peggy quitte le groupe en 1999, la plus jeune des sœurs, Miriam Theresa dite Mimi (née le 16 octobre 1955), la remplace. Le quatuor devient trio au départ définitif de Dianne en 2001.

## Distinctions
En 1987, leur étoile est inaugurée sur le Hollywood Walk of Fame.
Elles sont intronisées au Vocal Group Hall of Fame (en) en 2001 et reçoivent le Standard Award de la Great American Songbook Foundation en 2022.